# CADPAT
加拿大数码分裂型迷彩 (Canadian Disruptive Pattern; [dessin de camouflage canadien, DcamC] 错误：{{Langx}}：參數 |links= 和 |link= 衝突（帮助）)是由计算机生成的数码化迷彩，1997 年首次使用于加拿大武装部队，到 2002 年完全标准化（完全取代过时的OD橄榄绿色制服), 目前由加拿大武装部队 (Canadian Forces) 是有史以来第一个使用数码迷彩的武装部队。CADPAT 有4种类型（温带林地、干旱地区、冬季/北极和多地形）以及正在测试的城市型迷彩。

## 历史
加拿大对研发新的士兵设备及装备的渴望可以追溯到 1988 年 11 月，许多北约国家也随加拿大而效仿。 加拿大的ISSP项目的第一项研究工作，称为集成防护服和设备 (IPCE) 技术演示，于 1995 年启动，但由于成本过高且无法满足大多数要求而被取消。 1990 年代中期的持续行动导致了 “给士兵穿衣服 (Clothe The Soldier)” 项目的创建，该项目直接解决了北约士兵系统的生存能力和可持续性领域的能力。 而加拿大数码分裂型迷彩是正在进行的研究的一部分，并在 CTS 项目期间研究。
CADPAT 温带林地定型后，1995 年开始实地试验。在取得满意结果后，CADPAT 于 1997 年被加拿大陆军采用； 但是，直到 2001 年该模式获得版权后，测试才结束。 许多争论推测这种图案是美国海军陆战队在 2001 年底至 2002 年初更换战斗服制服和沙漠迷彩制服时采用的 MARPAT 迷彩图案的直接灵感。
在阿富汗首次报道了 CADPAT AR (Arid Region/干旱地区型)  在海外的使用，当时人们看到塔利班战俘被穿着迷彩服的加拿大武装突击队护送。 这几乎使国防部的事情变得复杂，因为它曾表示没有加拿大突击队正式在阿富汗。2001 年 9 月报道了 CADPAT TW (Temperate Woodland/温带林地) 的使用，加拿大士兵在 Palladium行动 第9轮下服役.
2019 年，为最终取代加拿大军队服役的 CADPAT 的计划进行了测试。在士兵作战服装和装备现代化 (SOCEM) 项目下，DND(加拿大国防部) 正在寻求被称为原型 J 试验迷彩的用户的反馈和建议，然后在 2022 年做出决定。到 2027 年将采用新的迷彩图案。
CADPAT TW 变体计划被 CADPAT MT(Multi-terrain/多地形) 取代，作为主要的迷彩图案。

## 图案类型

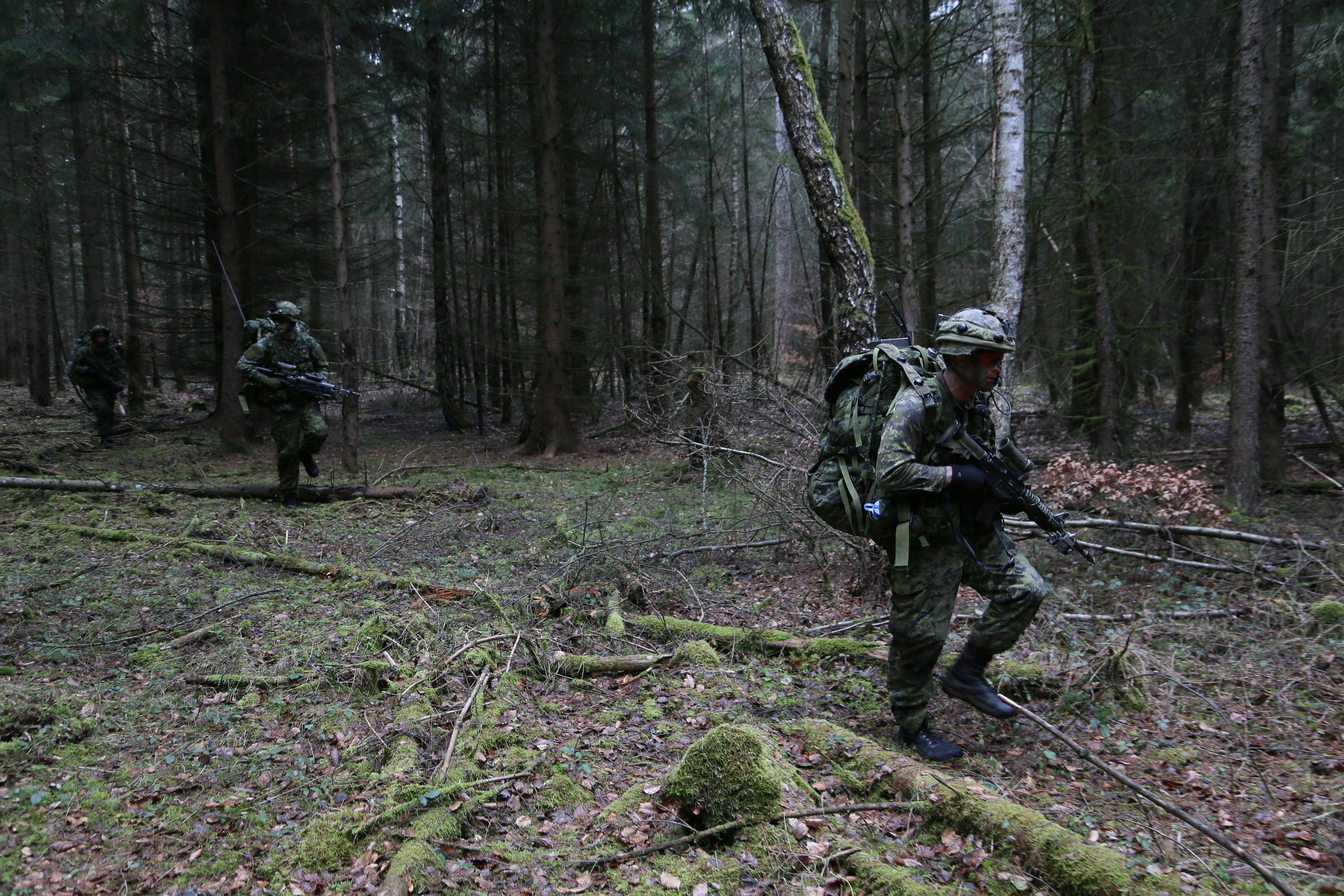
穿着战术背心和碎片防护背心的加拿大士兵

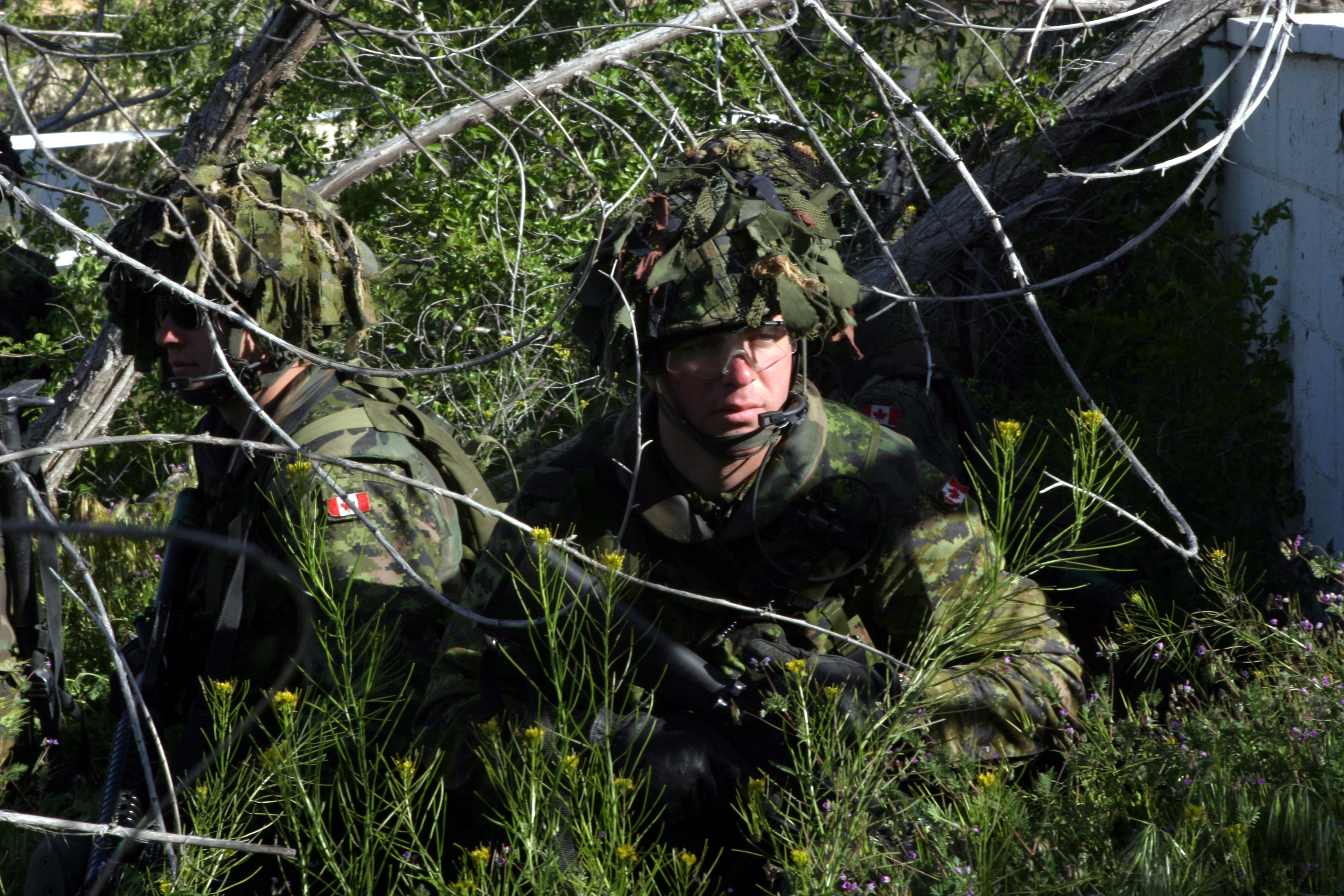
佩特里夏公主加拿大轻步兵第 3 营士兵穿着 CADPAT TW 进行锻炼

在过去十年的大部分时间里，该迷彩有四个类型：TW (Temperate Woodland/温带林地)、AR (Arid Region/干旱地区型)、Winter/Arctic (冬季/北极) 和 MT (Multi-terrain/多地形) 。 「温带林地」在 2002 年成为加拿大陆军的标准作战服，加拿大空军也在 2004 年效仿。2021 年，MT 类型被选为替代 TW 和 AR 模式，这两种模式都将在未来几年内逐步淘汰，并且 MT 图案制服成为“日常穿着”制服。 CADPAT 材料的制服和设备取代了自 1960 年代初以来使用的OD橄榄绿色材料。

### 「温带林地 | Temperate Woodland」
温带林地 (TW) 图案有四种特定颜色 - 浅绿色、深绿色、棕色和黑色 - 并于 1996 年首次在新 CG634 头盔的头盔罩上引入，然后投入使用。 同时，该图案也被引入了新的士兵个人迷彩网上。 CADPAT TW 制服可以保护加拿大士兵免受肉眼和夜视仪的观察。

### 「干旱地区 | Arid Region」

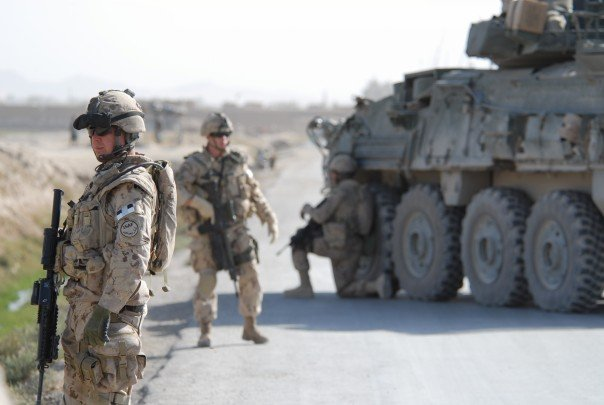
Soldiers from the Canadian Grenadier Guards wearing CADPAT AR in the Kandahar Province of Afghanistan

在 CADPAT TW 试验的同时，还进行了工作以确定在沙漠、沙漠附近和热带稀树草原环境条件下操作的制服。 这种被称为 CADPAT 干旱地区 (AR) 的三色图案融合了三种不同深浅的棕色。 干旱地区的 CADPAT 设计已获批准，这项数码类的科技正在向纺织行业转移。

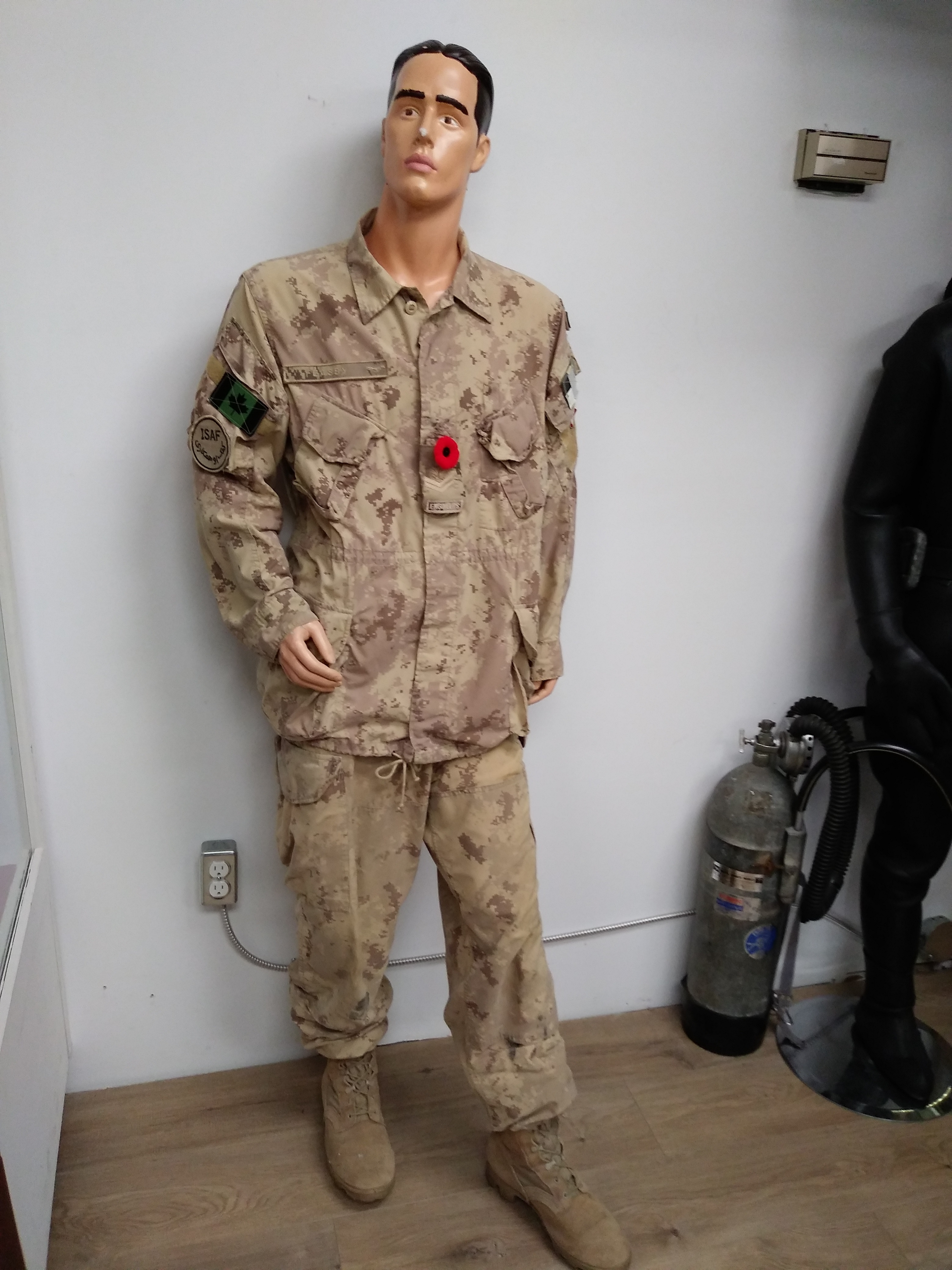
The CADPAT AR pattern with desert boots and the addition of a remembrance poppy

与 TW 制服相比，CADPAT AR 还具有两个额外的手臂口袋和手臂上的魔术贴。 鉴于即时反应部队在阿富汗的部署，CADPAT AR 项目被加快进行，目的是在 2002 年夏天向士兵发放。

### 「冬季/北极 | Winter/Arctic」
冬季/北极图案是对冬季单色的白色迷彩的升级，以进一步增强加拿大士兵的昼夜伪装能力。 它包括近红外 (NIR) 技术。

### 「市区 | Urban」
2011 年，在 CFB 萨菲尔德 (DRDC-S) 的加拿大国防研究与发展部的总部提出了一项要求，即以加拿大的三个主要大都市市区：多伦多、温哥华和蒙特利尔为基础，为加拿大军队开发一种新的城市迷彩。 这种原型模式被称为加拿大城市环境的迷彩（CUEPAT）。虽然至少有一家公司——HyperStealth Biotechnology Corporation——回应了这一要求，2022年关于CUEPAT没有进一步的公告。

### 「多地形 | Multi-Terrain」
从 2019 年开始，作为士兵作战服装和装备现代化 (SOCEM) 计划的一部分，CF 开始测试“过渡”的迷彩。 最初被称为“原型 J”，在对其颜色进行了一些轻微的改变后，该图案被接受了。 它被正式指定为“CADPAT-MT”。该图案总体上不如 CADPAT-TW 鲜艳，但比 CADPAT-AR 更暗，使用不同深浅的绿色、棕色、棕褐色和黑色。
2021 年，CADPAT-MT 被正式宣布为 CADPAT-TW 和 CADPAT-AR 的最终替代模式，尽管这一过程将在未来几年内发生。 该图案旨在融入尽可能广泛的环境，并将作为 CF 的日常工作制服。 目前尚不清楚 CADPAT-TW 和 CADPAT-AR 是否会被保留用于任何操作目的。

## 外部来源
- 维基共享资源上的相關多媒體資源：CADPAT
- Clothe the Soldier Programme
- Digital Camouflage History （页面存档备份，存于）
- CA 2442558,Clausen, Svend; Gert Hvedstrup Jensen & Kaj Torben Winther,「Camouflage material for the temperate environment」,发表于2003-02-13,指定于Minister of National Defence Canada
- US D474897,Clausen, Svend; Gert Hvedstrup Jensen & Kaj Torben Winther,「Camouflage pattern applied to material」,发表于2003-05-27,指定于Minister of National Defence Canada